# St. Johannes Baptist (Seehausen)

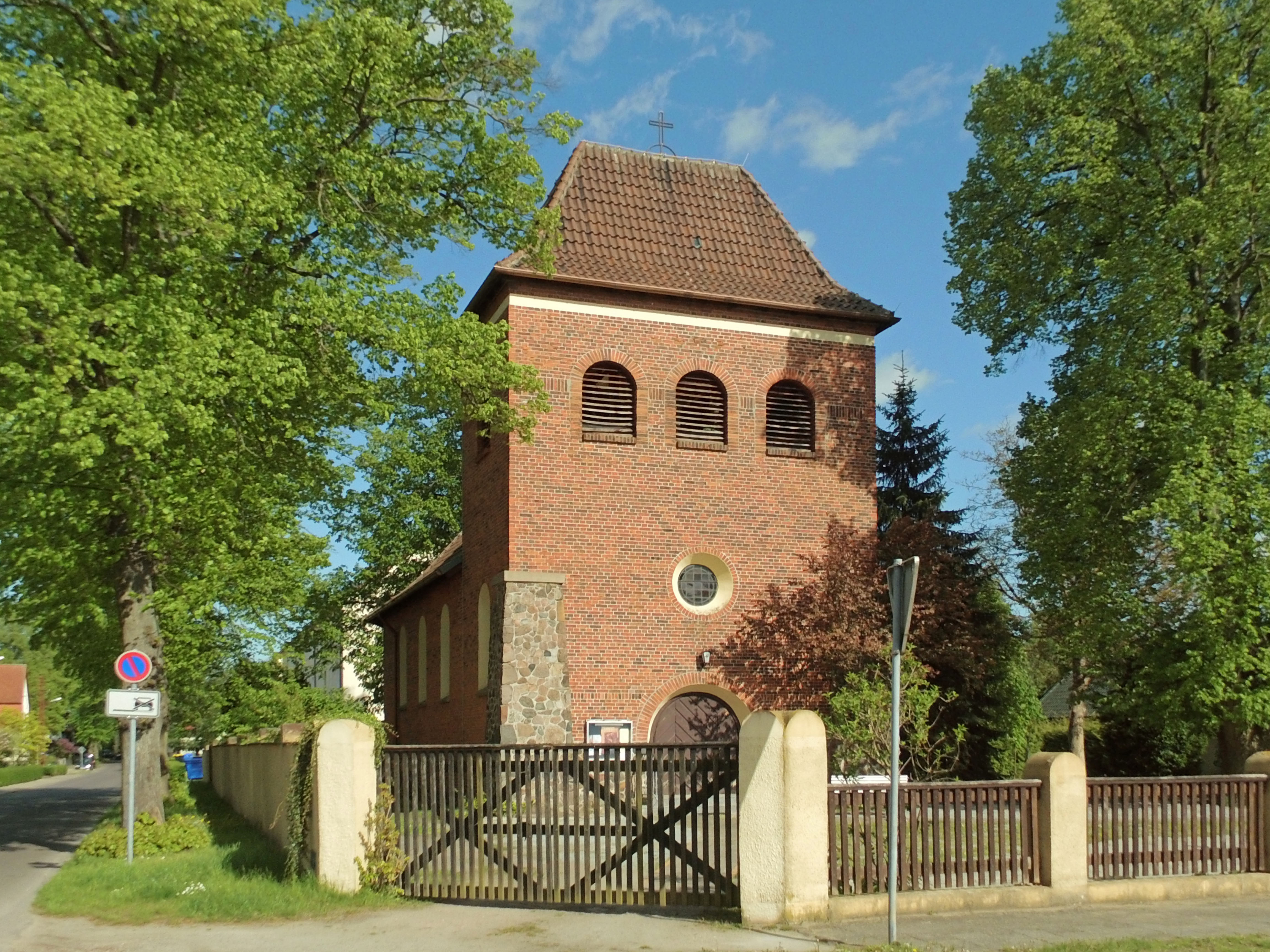
Westseite

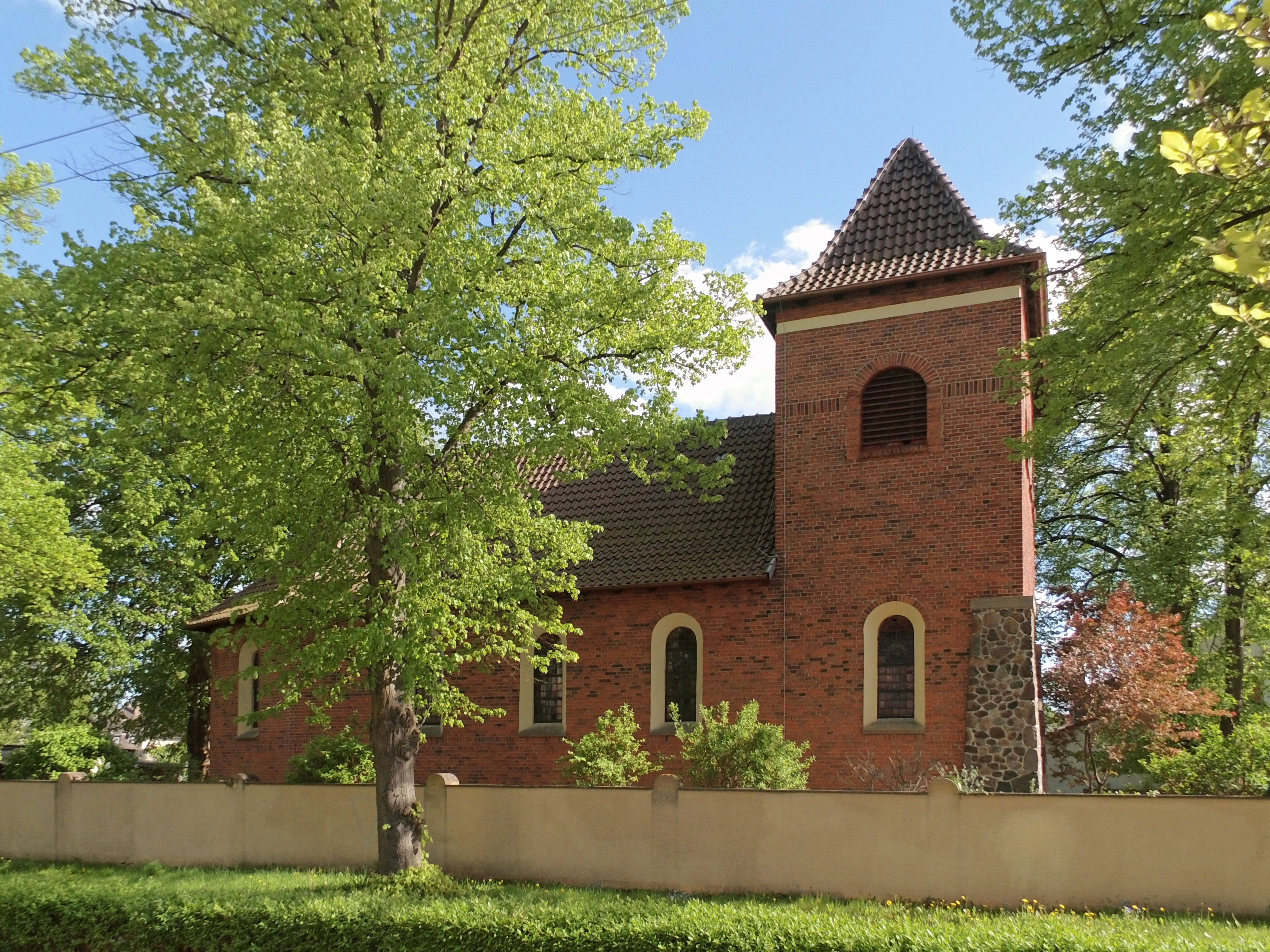
Nordseite

Die Kirche Sankt Johannes Baptist ist die profanierte katholische Kirche in Seehausen, einer Stadt im Landkreis Stendal im nördlichen Sachsen-Anhalt. Die nach dem heiligen Johannes dem Täufer benannte Kirche war die nördlichste Kirche im Bistum Magdeburg. Sie befindet sich in der Damaschkestraße 1 (Ecke Winckelmannstraße), gehört zur Pfarrei „St. Anna“ mit Sitz in Stendal und ist im Denkmalverzeichnis des Landes Sachsen-Anhalt unter der Erfassungsnummer „094 97846“ als Baudenkmal aufgeführt.

## Geschichte
Im Mittelalter war Seehausen ein Archidiakonat im Bistum Verden, im 13. Jahrhundert erfolgte in Seehausen die Gründung des Dominikanerklosters St. Cyriacus.
Mit der Einführung der Reformation im 16. Jahrhundert wurden die Bevölkerung und die Kirchen in der Altmark evangelisch-lutherisch. 1539 wurde durch Magister Johannes Hemstädt in Seehausen die erste evangelische Predigt gehalten. Das Kloster in Seehausen wurde in den 1530er Jahren aufgehoben und 1820 seine Reste abgebrochen. 1541 wurde in Seehausen die Reformation eingeführt und die Gottesdienste in der Salzkirche eingestellt. Die aus dem Mittelalter stammende St.-Petri-Kirche wurde evangelisch-lutherisch. 1548 löste sich die Kalandbruderschaft in Seehausen auf.
Erst 1806 fand in Seehausen wieder ein katholischer Gottesdienst statt. 1912 wurde seitens des Stendaler Pfarrers in Seehausen eine Gottesdienststation eingerichtet, die Gottesdienste fanden in verschiedenen profanen Räumen statt.
1918 erfolgte die Betreuung der Katholiken in Seehausen durch Pater Komorek, einen in Goldbeck ansässigen Geistlichen aus der Ordensgemeinschaft der Kamillianer. Die Gottesdienste fanden nun in der Gaststätte „Zum alten Fritz“ statt. Ab Ende 1918 übernahm Joseph Hagedorn, Pfarrvikar in Osterburg, die Seelsorge in Seehausen. Von 1930 bis zur Weihe der Kirche fanden die Gottesdienste im Saal der Gaststätte „Würzburger Hof“ statt.
Nachdem die Zahl der Katholiken in Seehausen und Umgebung durch den Zuzug von Arbeitern, besonders aus Oberschlesien und Polen, wieder gestiegen war, bemühte sich Bernhard Speckenmeier aus Osterburg, der Joseph Hagedorn als Pfarrvikar von Osterburg abgelöst hatte, 1931 um ein Baugrundstück für einen Kirchenbau in Seehausen, was jedoch ergebnislos blieb.
Josef Lammers, seit 1935 Pfarrvikar in Osterburg, bemühte sich von 1936 an um den Ankauf eines Hausgrundstücks in Seehausen, welches 1937 vom Bonifatius-Verein für die Filialkirchengemeinde Osterburg erworben wurde. Im Juli 1937 bezog Johannes Schirpenbach (1911–1979) als Filialvikar das bereits auf dem Grundstück vorhandene Wohnhaus, gründete damit die katholische Kirchengemeinde Seehausen und wurde erster Geistlicher der St.-Johannes-Baptist-Kirche.

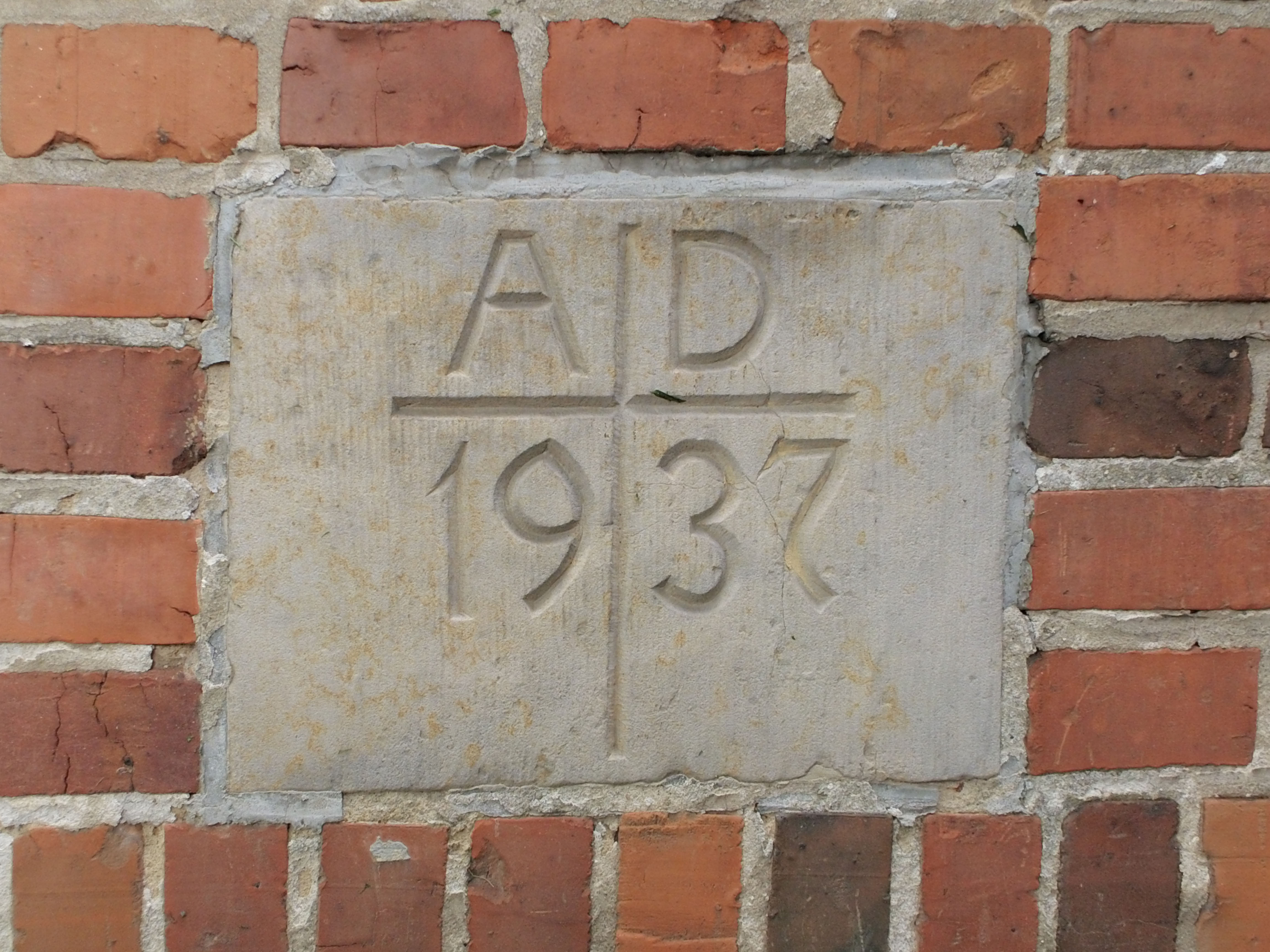
Grundstein

Am 17. November 1937 erfolgte die Grundsteinlegung der Kirche an der damaligen Horst-Wessel-Straße. Bereits am 5. Juni 1938 (Pfingstsonntag) wurde die Kirche geweiht. Im September 1939, zu Beginn es Zweiten Weltkriegs, kamen vorübergehend auch katholische Evakuierte aus dem Saarland nach Seehausen.
Infolge der Flucht und Vertreibung Deutscher aus Mittel- und Osteuropa vergrößerte sich die Zahl der Katholiken in Seehausen weiter. Zum 1. November 1947 wurde in Seehausen eine Pfarrvikarie eingerichtet, die zur Pfarrei Stendal gehörte. Ab 1956 hatte Leo Nowak, der spätere Bischof des Bistums Magdeburg, seine erste Stelle nach seiner Priesterweihe als Vikar an „St. Johannes Baptist“ in Seehausen, bevor er 1958 nach Großkorbetha versetzt wurde.
Am 1. Februar 2007 wurde der Gemeindeverbund „Stendal – Bismark – Giesenslage – Goldbeck – Meßdorf – Osterburg – Seehausen – Tangerhütte“ errichtet, zu dem die Kirchen „St. Anna“ in Stendal, „Heilig Kreuz“ in Bismark, „Unbefleckte Empfängnis“ in Giesenslage, „St. Bernhard“ in Goldbeck, „Hl. Maria von der Verkündigung“ in Meßdorf, „St. Joseph“ in Osterburg, „St. Johannes Baptist“ in Seehausen und „St. Elisabeth“ in Tangerhütte gehörten. Damals gehörten zur Pfarrvikarie Seehausen rund 270 Katholiken.
Am 2. Mai 2010 entstand aus dem Gemeindeverbund die heutige Pfarrei „St. Anna“. Die zur Pfarrei „St. Josef“ in Osterburg gehörende Pfarrvikarie „St. Johannes“ in Seehausen wurde in diesem Zusammenhang aufgehoben. Die Kirchen in Bismark, Giesenslage, Goldbeck, Meßdorf und Tangerhütte wurden inzwischen profaniert. Die Volkszählung in der Europäischen Union 2011 zeigte, dass von den 10.811 Einwohnern des Gemeindeverbandes Seehausen (Altmark) 274, und somit rund 2,5 %, der römisch-katholischen Kirche angehörten. Der Mehrzahl der Einwohner gehörte keiner Religionsgemeinschaft an.
Am 28. Februar 2025 wurde auch St. Johannes Baptist per Dekret vom 17. Januar 2025 formal profaniert und soll verkauft werden, wobei mit Einverständnis des neuen Eigentümers weiter Gottesdienste gefeiert werden sollen.

## Architektur und Ausstattung

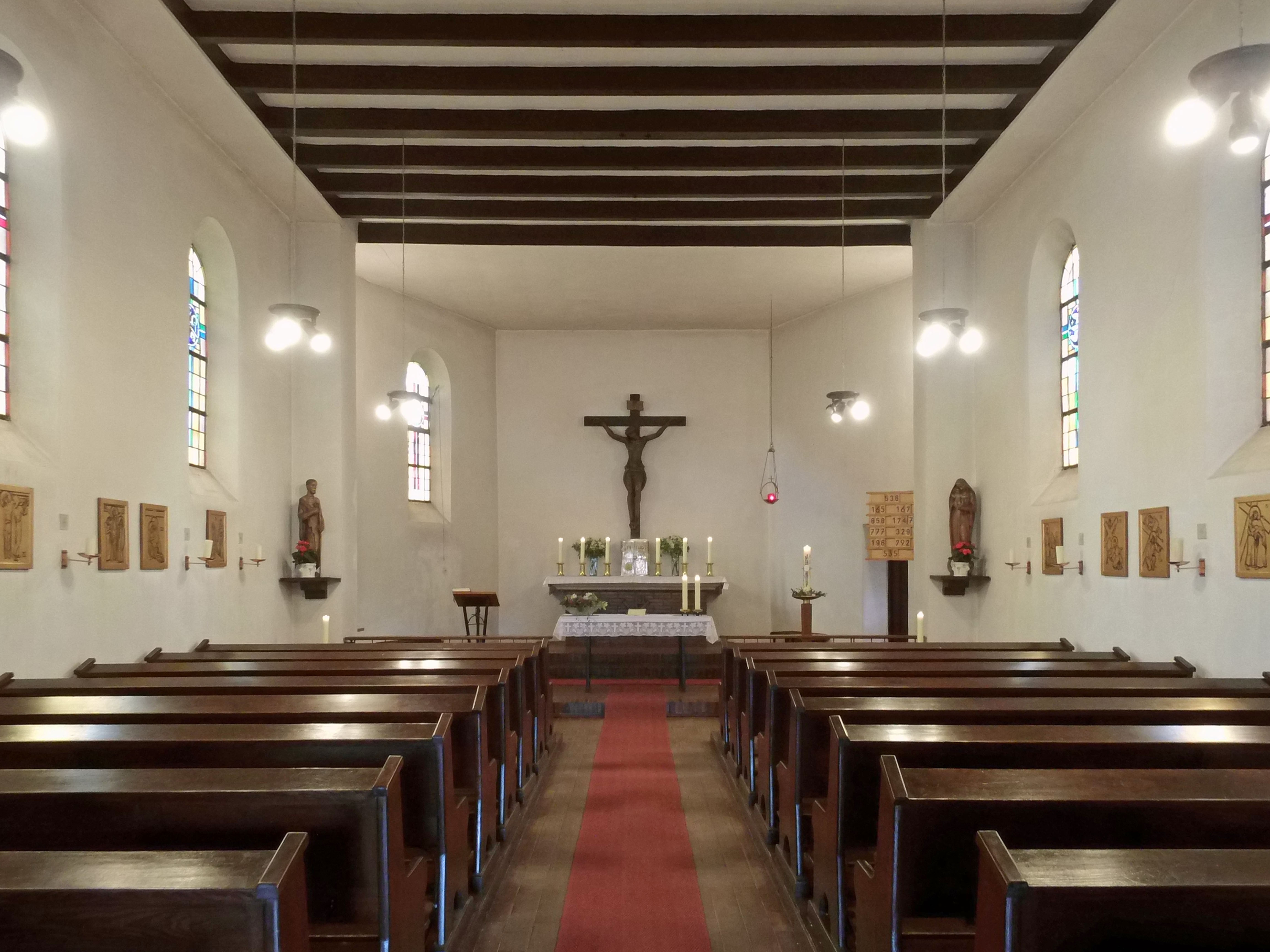
Inneres

Die geostete Kirche ist mit ihrer Architektur romanischen altmärkischen Dorfkirchen nachempfunden. Das Gotteshaus wird durch ein Portal an der Westseite erschlossen, über dem ein Oculus eingelassen ist. Es zeigt die Buchstaben Alpha und Omega (Α und Ω), den ersten und der letzten Buchstabe des klassischen griechischen Alphabets. Sie sind ein Symbol für Anfang und Ende, damit für das Umfassende, für Gott.
Der Innenraum wird von einer Flachdecke abgeschlossen. Das Kirchengestühl lässt einen Mittelgang frei und bietet 108 Sitzplätze. Der Hochaltar, die Kommunionbank, das Taufbecken und die Statuen gehören noch zu ursprünglichen Ausstattung der Kirche. Nach der Liturgiereform des Zweiten Vatikanischen Konzils wurde die Ausstattung um einen freistehenden Volksaltar ergänzt. Der Altarraum wird von einem Kruzifix dominiert. Neben dem Altarraum stellen Statuen Johannes den Täufer, den Schutzpatron der Kirche, und Maria, die Mutter Jesu, dar. Johannes verweist mit seiner rechten Hand auf den gekreuzigten Jesus. Die Buntglasfenster wurden von A. Reisdorff aus Köln entworfen und von der ebenfalls in Köln ansässigen Glasmalerei Botz + Miesen ausgeführt. 14 Kreuzwegstationen befinden sich an den Seitenwänden der Kirche. Unter der Orgelempore befinden sich der Beichtstuhl, der Taufstein, sowie eine Kopie des Gnadenbildes Unserer Lieben Frau von der immerwährenden Hilfe, vor dem Opferkerzen aufgestellt werden können. Auf der Orgelempore befindet sich eine elektronische Orgel.